# 团队旅游
团队旅游或跟团旅游是指参加旅行社组织的旅行团并根据旅行社拟定的行程进行旅遊的方式。参加团队旅游的游客须在出发前支付团费，团费通常包括了交通（例如火车、飞机等往返交通以及当地的遊覽車）、餐饮、住宿、景区门票等事项，而導遊、車長、領隊等人的小費以及协议中明确的自费活动、购物等則另計。旅行社还会负责为团员办理签证、边防证等通行证件，但护照、身份证等身份证件则由团员自行办理。团费是旅行社的主要收入來源，旅行团到访的景区和商店也会给旅行社一定的佣金。
第一次有組織的旅行團可以追溯到1841年7月5日由托馬斯·庫克开发的“旅行套餐”。
相對於团队旅游，自助旅游则不依赖旅游社，由游客自行规划行程。而半自助旅遊則是旅游行程的部分由旅行社安排、部分自己安排的旅遊方式。

## 旅行團的分類

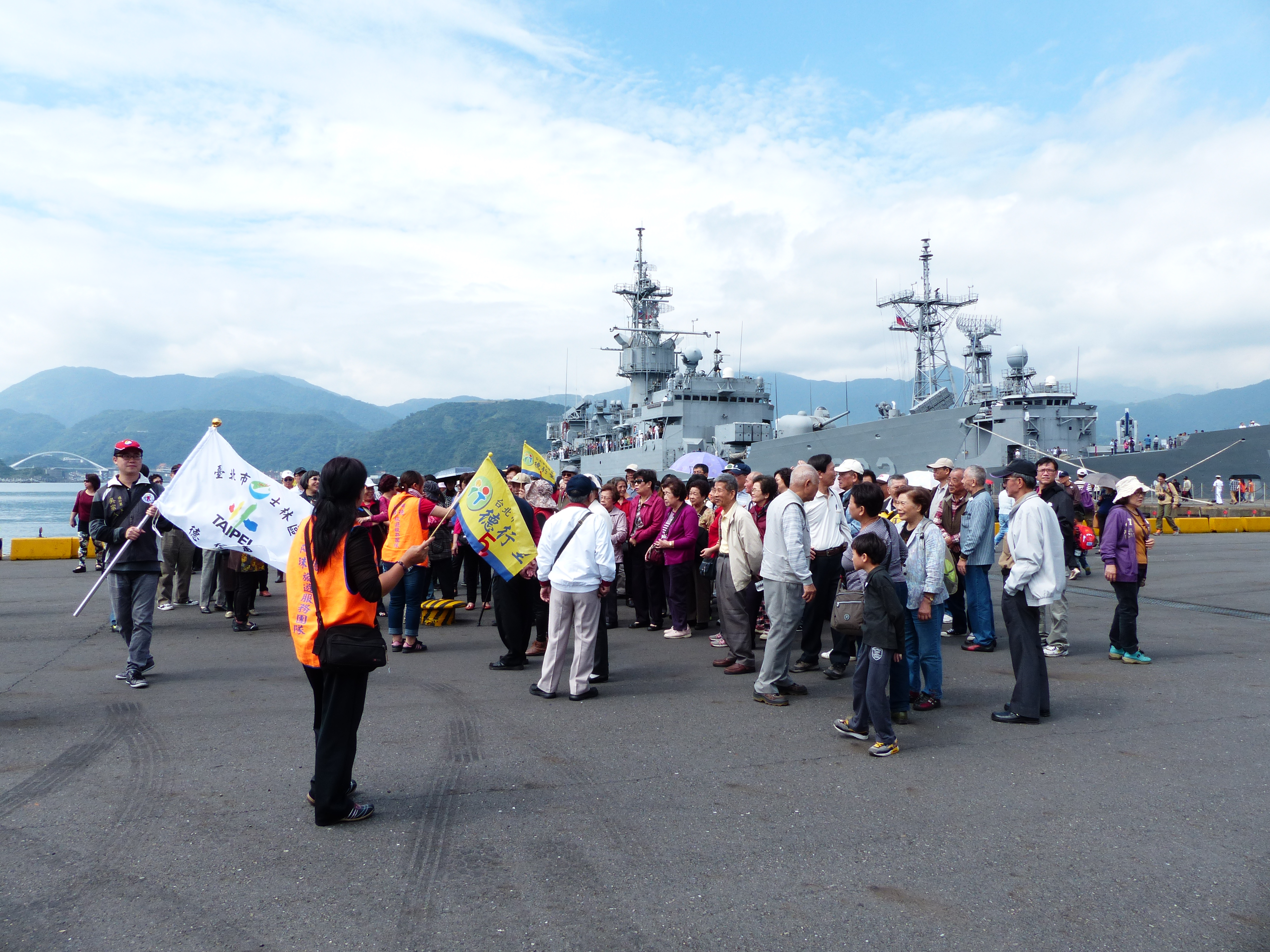
参观军港的台湾旅行团

- 本地：在旅客本土旅遊，参加本地遊的旅行團。
- 外遊：出國外旅遊
  - 長線：適合長假期，例如七天黃金週、聖誕節、農曆新年等。
  - 短線：適合短假期，例如復活節、端午節等。

## 相關
- 零團費旅行團

## 外部連結
- 中國旅行社業協會 （页面存档备份，存于）